# Посадский переулок
Поса́дский переу́лок — переулок в районе Старая Коломна города Коломны. Проходит от проезда Артиллеристов до берега Москвы-реки, пересекает Посадскую и Москворецкую улицы.

## Происхождение названия
Назван в октябре 1921 года, с целью сохранения названия старинной местности Посад, как пересекающий Посадскую улицу, а также в результате устранения названий, связанных с церквями. Ранее назывался Рождественская улица по церкви Рождества Христова на Посаде.

## История

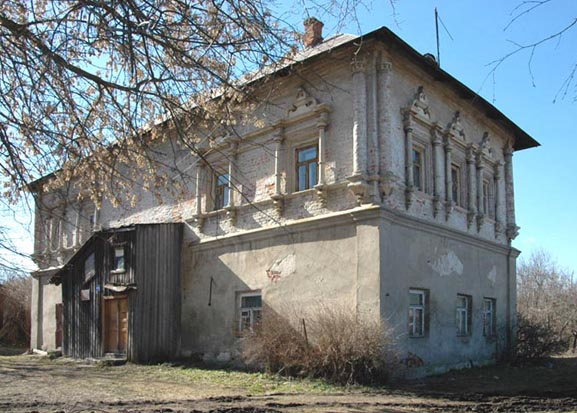
«Дом воеводы» в Посадском переулке

Переулок возник в первой половине XVII века в результате застройки Посада. Архитектурный облик переулка определяет малоэтажная историческая застройка.

## Примечательные здания и сооружения
По нечётной стороне:
- № 7 — Церковь Рождества Христова (1725, перестроена в 1870). От колокольни остался только нижний ярус.
- № 13 — «Дом воеводы». Старейшие городские палаты Коломны рубежа XVII—XVIII веков.

По чётной стороне:
- № 12 — Жилой дом 1830-х гг. Дом часто посещала скульптор А. С. Голубкина.

## Транспорт
Трамвай 5, 9, 10: остановка «улица Левшина». Автобус 1: остановка «Военторг».